# Spilosoma holoxantha
Spilosoma holoxantha är en fjärilsart som beskrevs av George Francis Hampson 1907. Spilosoma holoxantha ingår i släktet Spilosoma och familjen björnspinnare. Inga underarter finns listade i Catalogue of Life.